# Listă de comitate din statul Tennessee
Tennessee are 95 de comitate (în engleză, county)
1. Anderson County, Tennessee
2. Bedford County, Tennessee
3. Benton County, Tennessee
4. Bledsoe County, Tennessee
5. Blount County, Tennessee
6. Bradley County, Tennessee
7. Campbell County, Tennessee
8. Cannon County, Tennessee
9. Carroll County, Tennessee
10. Carter County, Tennessee
11. Cheatham County, Tennessee
12. Chester County, Tennessee
13. Claiborne County, Tennessee
14. Clay County, Tennessee
15. Cocke County, Tennessee
16. Coffee County, Tennessee
17. Crockett County, Tennessee
18. Cumberland County, Tennessee
19. Davidson County, Tennessee
20. Decatur County, Tennessee
21. DeKalb County, Tennessee
22. Dickson County, Tennessee
23. Dyer County, Tennessee
24. Fayette County, Tennessee
25. Fentress County, Tennessee
26. Franklin County, Tennessee
27. Gibson County, Tennessee
28. Giles County, Tennessee
29. Grainger County, Tennessee
30. Greene County, Tennessee
31. Grunby County, Tennessee
32. Hamblen County, Tennessee
33. Hamilton County, Tennessee
34. Hancock County, Tennessee
35. Hardeman County, Tennessee
36. Hardin County, Tennessee
37. Hawkins County, Tennessee
38. Haywood County, Tennessee
39. Henderson County, Tennessee
40. Henry County, Tennessee
41. Hickman County, Tennessee
42. Houston County, Tennessee
43. Humphreys County, Tennessee
44. Jackson County, Tennessee
45. Jefferson County, Tennessee
46. Johnson County, Tennessee
47. Knox County, Tennessee
48. Lake County, Tennessee
49. Lauderdale County, Tennessee
50. Lawrence County, Tennessee
51. Lewis County, Tennessee
52. Lincoln County, Tennessee
53. Loudon County, Tennessee
54. Macon County, Tennessee
55. Madison County, Tennessee
56. Marion County, Tennessee
57. Marshall County, Tennessee
58. Maury County, Tennessee
59. McMinn County, Tennessee
60. McNairy County, Tennessee
61. Meigs County, Tennessee
62. Monroe County, Tennessee
63. Montgomery County, Tennessee
64. Moore County, Tennessee
65. Morgan County, Tennessee
66. Obion County, Tennessee
67. Overton County, Tennessee
68. Perry County, Tennessee
69. Pickett County, Tennessee
70. Polk County, Tennessee
71. Putnam County, Tennessee
72. Rhea County, Tennessee
73. Roane County, Tennessee
74. Robertson County, Tennessee
75. Rutherford County, Tennessee
76. Scott County, Tennessee
77. Sequatchie County, Tennessee
78. Sevier County, Tennessee
79. Shelby County, Tennessee
80. Smith County, Tennessee
81. Stewart County, Tennessee
82. Sullivan County, Tennessee
83. Sumner County, Tennessee
84. Tipton County, Tennessee
85. Trousdale County, Tennessee
86. Unicoi County, Tennessee
87. Union County, Tennessee
88. Van Buren County, Tennessee
89. Warren County, Tennessee
90. Washington County, Tennessee
91. Wayne County, Tennessee
92. Weakley County, Tennessee
93. White County, Tennessee
94. Williamson County, Tennessee
95. Wilson County, Tennessee